# Позорница
Позорница је сценски простор, то јест место на којем се одиграва представа. Синоними за позорницу су: сцена, бина, призориште, те још понеки ређе употребљавани. Данас су позорнице, углавном, сличних облика и разликујемо их по површини и по техничкој опремљености, зависно од намене.